# PeerTube
PeerTube — децентралізований, федеративний відеохостинг з відкритим початковим кодом, заснований на технологіях ActivityPub та WebTorrent. Створений в 2017 році розробником з ніком Chocobozzz, у подальшому підтримку розробки взяла на себе французька некомерційна організація Framasoft.
PeerTube реалізований WebTorrent, запускається у браузері та використовує технологію WebRTC для організації прямого P2P-каналу зв'язку між браузером і протоколом ActivityPub, дозволяє об'єднувати окремі сервери з відео у спільну федеративну мережу, у котрій користувачі беруть участь в доставці контенту і можуть підписуватися на канали та отримувати сповіщення про вихід нових відео.
Як платформа ActivityPub, вона є частиною об'єднаної мережі, відомої як Fediverse.

## Історія
PeerTube створений в 2017 році розробником Chocobozzz.
На початку 2018 року Framasoft запускає краудфандингову програму на KissKissBankBank. У березні 2018 року випущена перша бета-версія. 16 жовтня 2018 року випущена перша стабільна версія.
У листопаді 2019 році випущена версія 2.0, PeerTube отримує офіційний маскот Sepia.

Sepia, талісман PeerTube

22 вересня 2020 представлений пошуковий рушій SepiaSearch. створений для пошуку відео по усім сервісам PeerTube.
7 січня 2021 року випущена версія 3.0.0 з підтримкою потокового мовлення (live streaming) з доставкою контенту у режимі P2P.
28 квітня 2022 року Європейський наглядовий орган із захисту даних (EDPS) запустив офіційну відеоплатформу EU Video інституцій, органів та агенцій ЄС (EUI) ActivityPub на базі PeerTube.

## Технологія
PeerTube використовує технологію WebTorrent. На кожному сервері є торент-трекер, і кожен веббраузер, що переглядає відео, також ділиться ним. Це дозволяє розподіляти навантаження між самим сервером та клієнтами, а також смугу прокрутки, яка працює за допомогою технології P2P.
Система працює через об'єднання серверів, керованих незалежними власниками. На кожному сервері PeerTube можливо самостійно розміщати будь-яку кількість відео та інтегруватися з іншими серверами, щоб користувачі дивитись свої відео у одному користувацькому інтерфейсі. Група об'єднаних серверів створює федерацію, яка дозволяє колективно розміщувати велику кількість відео на єдиній платформі без необхідності створювати інфраструктуру, подібну до інфраструктури вебгігантів. Кожен сервер керується окремою організацією та знаходиться під виключно її керуванням.
PeerTube використовує протокол ActivityPub для забезпечення децентралізації та сумісності з іншими різноманітними сервісами, що може запобігти прив'язці до постачальника і робить його більш стійким до цензури.